# بروک پنکیک
بروک پنکیک (انگلیسی: Brooke Pancake؛ زادهٔ ۶ ژوئن ۱۹۹۰) یک گلف‌باز حرفه‌ای اهل آمریکا است. پنکیک در سال ۲۰۱۲ و پس از اینکه تیم گلف آلاباما یعنی کریمسون تاید را به مسابقات قهرمانی ملی رساند، عضوی از تور ال‌پی‌جی‌ای شد. پنکیک سه بار در آلاباما بازیکن بگزیده سراسر آمریکا شد و پس از دوره ورزشی بزرگسالان در ژوئن ۲۰۱۲، به یک گلف‌باز حرفه‌ای تبدیل شد.

## اوایل زندگی
بروک پنکیک در سال ۱۹۹۰ در چاتانوگا، تنسی به دنیا آمد. او سه خواهر دارد که یکی از آن‌ها (بلر) در سال ۲۰۰۶ به عنوان ملکه زیبایی تنسی برگزیده شد. بروک در سال ۲۰۰۷ در حالی که یکی از بهترین بازیکنان جوان کشور بود، پدرش را از دست داد.
او بازی گلف را در سن بسیار پایین شروع کرد و به سرعت جزو رتبه‌های بهترین‌های ایالت قرار گرفت. در دوران تحصیل در مدرسه بیلور هیگ، او در تنسی عملاً بی رقیب بود. بروک پنکیک در بیلور چهار سال متوالی در مسابقات قهرمانی دبیرستان ایالتی پیروز شد. در آن دوره، او در هشت تورنمنت از ۱۵ تورنمنت که در آن شرکت کرد، مجموعاً در ۱۰ مسابقه برگزیده شد.
عملکرد او به عنوان یک نوجوان آنقدر برجسته بود که او رکوردهای ایالت تنسی را برای ۱۸ گل (۶۴) و ۳۶ گل (۱۳۸) دارد. او به تالار مشاهیر گلف ایالتی نایل شدو جایزه جف گوری و جایزه بتی پروباسکو را نیز دریافت کرد.

## پیگیری ورزش در دوران دانشگاه
به عنوان یکی از اعضای تیم کریمسون تاید، پنکیک برای سرمربی میک پاتر بازی کرد. در طول سال دوم دانشگاه، او عضو اولین تیم آلاباما بود که از زمان شروع برنامه همایش جنوب شرقی در سال ۱۹۷۴، عنوان قهرمانی در همایش جنوب شرقی در گلف زنان را به دست آورده بود. پنکیک قبل از شروع سال ارشد تحصیلات خود در نیمه نهایی آماتور زنان ایالات متحده در باشگاه کانتری رود آیلند از دنیل کانگ شکست خورد.
در طول فصل بزرگسالی خود، پنکیک تیم کریمسون تاید را به اولین قهرمانی ملی خود در سال ۲۰۱۲ هدایت کرد. در مسابقات قهرمانی، پنکیک به صورت انفرادی با امتیاز ۷۲ سوراخ ۲-زیر همتراز در ۲۸۶ دوم شد برای قدردانی از دستاوردهای او در این دوره، پنکیک جایزه ورزشی هوندا را به عنوان برترین گلف باز دانشگاهی برای سال تحصیلی ۲۰۱۱–۲۰۱۲ برنده شد. او همچنین به دلیل بازی خود در سه سال آخر حضورش در کریمسون تاید به عنوان یک آمریکایی کاملاً آمریکایی شناخته شد.
علاوه بر شناخت او برای بازی در این دوره، پنکیک برای موفقیت تحصیلی نیز مورد توجه قرار گرفت. او جایزه گلف ادیت کامینز مانسون (۲۰۱۱ و ۲۰۱۲)، جایزه ۸۹ نخبه (۲۰۱۰)، بهترین ورزشکار گلف همایش جنوب شرقیزنان (۲۰۱۰، ۲۰۱۱ و ۲۰۱۲) و ورزشکار محقق ان‌جی‌سی‌ای (۲۰۱۲ و ۲۰۱۰) را دریافت کرد. . پس از فصل ۲۰۱۲، پنکیک به عنوان عضو تیم آکادمیک تمام آمریکا در سال شناخته شد، که برترین دانشجو-ورزشکار سال آخرش بود. او هم اولین ورزشکار از آلاباما و هم اولین زن گلف باز بود که با این جایزه شناخته شد.

## حرفه‌ای شدن در ورزش
بعد از اینکه او فصل ارشد خود را در آلاباما به پایان رساند، پنکیک در ژوئن ۲۰۱۲ حرفه‌ای شد او اولین بازی حرفه‌ای خود را در مسابقات آزاد زنان ایالات متحده در سال ۲۰۱۲ انجام داد، جایی که او کات را از دست داد. در ژوئن ۲۰۱۳، پنکیک بهترین بازی خود را به عنوان یک حرفه‌ای در مسابقات قهرمانی آرکانزاس داشت که در رده سیزدهم قرار گرفت.
او توسط وافل هاوس حمایت می‌شود.

## نتایج در رشته‌های ال‌پی‌جی‌ای
| تورنمنت                               | 2012 | 2013 | 2014 | 2015 | 2016 | 2017 |
| ------------------------------------- | ---- | ---- | ---- | ---- | ---- | ---- |
| الهام ای‌ان‌ای                          |      |      |      |      |      |      |
| مسابقات قهرمانی پی‌جی‌ای زنان           |      |      | T53  | CUT  |      | CUT  |
| مسابقات آزاد زنان ایالات متحده آمریکا | CUT  | CUT  | CUT  | CUT  |      |      |
| مسابقات آزاد زنان بریتانیا            |      |      | CUT  |      |      |      |
| مسابقات قهرمانی ایوان ^               |      | CUT  | CUT  |      |      |      |